# Parisbiotech Santé
Paris Biotech Santé est un incubateur d'entreprises spécialisées dans le développement de médicaments, de dispositifs médicaux et de soins innovants au bénéfice des patients. Il est situé à l'hôpital Cochin à Paris.

## Historique du projet
L'incubateur est fondé en 2000 par l'Université Paris-Descartes, l'ESSEC , l'Ecole Centrale Paris et l'INSERM. L'un des  initiateurs du projet est Jean-François Dhainaut. Les statuts ont été  rédigés et signés  avec ses partenaires début 2000 par Gérard Valin, directeur général du groupe ESSEC. Sous sa direction et  avec l'aide de certains anciens l'ESSEC avait été la première grande école  de commerce à creer une structure adaptée aux enjeux ("Essec Ventures"). À la suite d'une forte croissance en effectifs et projets, les locaux définitifs de Paris Biotech ont été inaugurés le 5 juin 2003 par Claudie Haigneré, ministre déléguée à la recherche et aux nouvelles technologies, à l'invitation de Jean-François Dhainaut et d'Olivier Amédée-Manesmes.
L'incubateur a reçu le label Paris Innovation, qui regroupe l'ensemble des initiatives en faveur de l'innovation et de la compétitivité à Paris. Il est le fruit de la loi sur l'innovation et la recherche de juillet 1999.
Le 27 janvier 2004, l'incubateur et l'Institut Pasteur signent un accord de coopération, pour contribuer à faire de Paris une plaque tournante du développement des hautes technologies dans le domaine de la santé humaine.
Sur les sept premières années d'existence de l'incubateur, 51 projets ont été accompagnés, qui ont débouché sur la création de 41 sociétés. 478 emplois ont été créés sur la même période,.
En octobre 2007 a eu lieu l'inauguration d'une pépinière d'entreprises adossée à l'incubateur. Sa surface est doublée en 2018.

## L'incubateur
L'incubateur est implanté au sein de l'hôpital Cochin pour faciliter l'accès aux start-up aux moyens de l'hôpital et favoriser les contrats avec les équipes de recherche. Les locaux, d'une surface de 1 200 m2, regroupent des bureaux et des éléments de laboratoire. 
La période d'incubation est de deux ans.

## La Pépinière
La pépinière d'entreprises est appelée Paris Santé Cochin. Le lancement du concours de sa construction a eu lieu en 2002. La pépinière est inaugurée en octobre 2007 par Bertrand Delanoë, maire de Paris et Benoît Leclercq, directeur général de l'Assistance publique – Hôpitaux de Paris (AP-HP). La pépinière accueille des entreprises du médicament, du dispositif médical et des services aux malades. Le bâtiment dispose de 3 530 m2 de laboratoires (avec des laboratoires de niveaux L1, L2 et L3) et de bureaux mis à disposition des entreprises. Sa surface a été doublée en 2018 avec la construction d'un deuxième bâtiment mitoyen de 3 782 m2),. Le bâtiment a été conçu par Thomas Richez, de l'agence Richez et associés et le concessionnaire est la RIVP.

## Forum Paris Biotech
Un forum est organisé chaque année par Paris Biotech Santé dans le but de débattre autour de l’innovation thérapeutique et la création d’entreprise dans le domaine de la santé, qui a lieu à l'hôpital Cochin dans ses locaux.

## Liens Externes
Site :  internet